# Johan Fågelström
Johan Erik Fågelström, född 6 januari 1985 i Tidaholm, är en svensk filmproducent och manusförfattare..

## Biografi
2009 påbörjade Fågelström studier för en kandidatexamen i filmproduktion i Högskolan Väst. Under dessa år producerade han långfilmsmokumentären The Hugo Allen Experience som fick mycket uppmärksamhet genom kampanjen #ihatehugoallen. Under sista året på högskolan bildade han bolaget Affekt Film tillsammans med regissören John Tornblad och de gjorde en novellfilm om Estrid Ericson samt den dramatiserade dokumentären Falks grav. Filmen Alla med bruna ögon ställer sig upp handlar om Jönköpingskravallerna 1948

## Filmografi
- 2012 – Estrid (producent, kortfilm)
- 2014 – Falks grav (producent)
- 2014 – The Hugo Allen Experience (producent)
- 2016 – Tjuvjägaren (producent)
- 2019 – Alla med bruna ögon ställer sig upp (kortfilm)
- 2023 – Sockerexperimentet (producent, manus)
- 2023 – Desertören (producent)